# Sandau-Nunatak
Der Sandau-Nunatak ist ein 400 m hoher Nunatak an der Rymill-Küste des Palmerlands auf der Antarktischen Halbinsel. Im Süden der Batterbee Mountains ragt er am südwestlichen Ende der Steeple Peaks auf.
Der United States Geological Survey kartierte ihn anhand von Luftaufnahmen der United States Navy aus den Jahren von 1966 bis 1969. Das Advisory Committee on Antarctic Names benannte ihn 1976 nach Charles L. Sandau (* 1948), Koch der Überwinterungsmannschaft auf der Palmer-Station im Jahr 1973.